# Абрамов, Александр Никитич
Алекса́ндр Ники́тич Абра́мов (1905, Ковров, Российская империя — 1973, Москва, РСФСР, СССР) — советский дипломат. Чрезвычайный и полномочный посол.

## Биография
Член ВКП(б). Кандидат исторических наук, профессор. Соавтор 2 глав Краткого курса истории ВКП(б). Ученик Александры Коллонтай.
- В 1945—1946 годах — заведующий V Европейским отделом НКИД СССР.
- С 14 августа 1946 по 13 января 1948 года — чрезвычайный и полномочный посланник СССР в Финляндии[1].
- В 1948—1949 годах — заведующий V Европейским отделом МИД СССР.
- С 27 октября 1949 по 12 марта 1950 года — чрезвычайный и полномочный посол СССР в Швеции[2].
- В 1950—1953 годах — эксперт-консультант V Европейского отдела МИД СССР, заместитель заведующего V Европейским отделом МИД СССР, заместитель заведующего III Европейским отделом МИД СССР.
- С 8 августа 1953 по 21 января 1958 года — чрезвычайный и полномочный посол (до 16 июня 1954 — посланник) СССР в Израиле[3].
- В 1958—1959 годах — заместитель заведующего Отделом стран Ближнего Востока МИД СССР.
- С 6 мая 1959 по 2 февраля 1962 года — чрезвычайный и полномочный посол СССР в Камбодже[4].
- С 8 октября 1960 по 31 августа 1962 года — чрезвычайный и полномочный посол СССР в Лаосе по совместительству[5].
- С 11 ноября 1962 по 18 января 1964 года — чрезвычайный и полномочный посол СССР в Алжире[6].
- В 1964—1966 годах — на ответственной работе в центральном аппарате МИД СССР.
- С 4 мая 1966 по 17 августа 1968 года — чрезвычайный и полномочный посол СССР в Дагомее[7].

С 1968 года — в отставке.

## Награды
- 2 ордена Трудового Красного Знамени (5 ноября 1945, 31 декабря 1966)